# Harappa
Harappa (urdu/punjabi: ہڑپہ, ɦəɽəppaː) är en stad i den pakistanska provinsen Punjab. Folkmängden uppgår till cirka 20 000 invånare. Staden är känd för arkeologiska fynd efter en forntida stad, belägen i utkanten av dagens Harappa.
Den forntida staden har ruiner efter en bronsåldersstad som var en del av Gravplats H-kulturen och Induskulturen, med sitt centrum Sindh och Punjab. Staden tros ha haft så många som 23 500 invånare–vilket anses vara en stor stad för denna tid.
Forntidens Harappa förstördes till stora delar under den brittiska rajan, när tegel från ruinerna användes som spårballast vid byggandet av järnvägen mellan Lahore och Multan.
2005 övergavs en kontroversiell plats för en nöjespark då byggare hittat flera artefakter under de förberedande arbetena. En vädjan från den framstående pakistanske arkeologen Ahmed Hasan Dani till Kulturministeriet resulterade i att platsen återställdes.

## Historia
Induskulturen har sina tidigaste rötter i kulturer som den i Mehrgarh, omkring 6000 f.Kr. De två främsta städerna, Mohenjo-daro och Harappa, utvecklades cirka 2600 f.Kr. längs Indus dalgång i regionerna Punjab och Sindh. Civilisationen, som hade ett skriftsystem, städer och ett mångfasetterat socialt och ekonomiskt system, återupptäcktes på 1920-talet efter utgrävningar i Mohenjo-daro (vilket betyder "de dödas hög") i Sindh nära Sukkur och Harappa, i västra Punjab söder om Lahore. Ett antal andra platser från Himalayas fot i östra Punjab, Indien i norr till Gujarat i söder och öster och till Balochistan i väster har också hittats och studerats. Även om fornminnet Harappa skadades 1857 då ingenjörer, som byggde järnvägen Lahore-Multan, använde tegel från ruinerna i Harappa som ballast, har ändå en enorm mängd artefakter hittats. Teglet som hittats var tillverkat av röd sand, lera samt sten och bränts i mycket höga temperaturer

## Kultur och ekonomi
Induskulturens civilisation var i huvudsak en urban kultur som upprätthölls genom överskott i jordbruksproduktionen och handel med Sumererna i södra Mesopotamien. Såväl Mohenjo-daro som Harappa kännetecknas allmänt som att ha haft "olika typer av bostadsområdet, tegelhus med platta tak och befästa administrativa och religiösa center." Även om sådana likheter har skapat argument för existensen av ett standardiserat system för stadsplanering, beror likheterna främst på närvaron av en semi-ortogonal typ av layout och jämförelsen mellan Harappas och  Mohenjo-daros stadsplaner visar att de faktiskt är arrangerade på ganska olika sätt. Induskulturens Chertvikter och mätsystemet var å andra sidan ganska standardiserat, och överensstämmer med en bestämd skala med graderingar. Åtskiljande sigill användes exempelvis, kanske för identifiering av egendom och transport av varor. Även om koppar och brons användes, hade man ännu inte börjat med järn. "Bomull vävdes och färgades för beklädnader; vete, ris och en mängd olika grönsaker och frukter odlades; och ett antal djur, däribland zebu domesticerades," precis som "stammar domesticerade tuppar för tuppfäktningar".  Djerad keramik—en del smyckade med djur och geometriska motiv—har hittats i överflöd på alla större Indusplatser. En centraliserad administration för varje stad, dock inte för hela civilisationen, har härletts från den uppenbarade kulturella enhetligheten; dock återstår osäkerheter kring om dessa myndigheter utgick från en kommersiell oligarki eller inte.

## Arkeologi

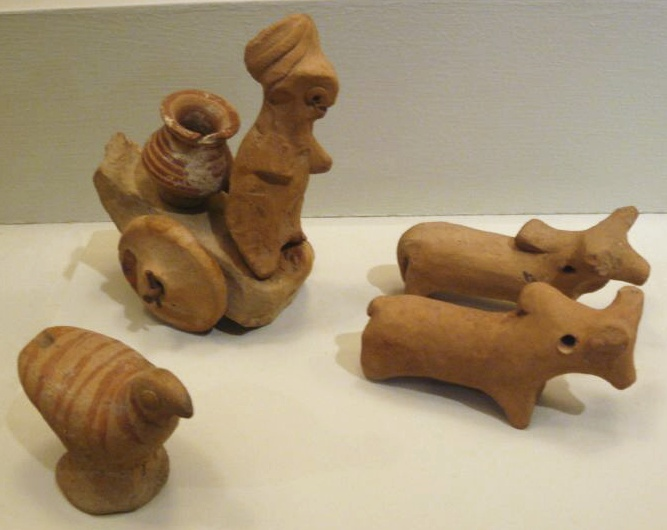
Motivbilder i miniatyr eller leksaksmodeller från Harappa.

De överlägset mest utsökta och obskyra artefakterna som avtäckts till dags dato är de små, kvadratiska sigillen i steatit (tvålsten) graverade med människo- eller djurmotiv. Ett stort antal sigill har hittats på platser såsom Mohenjo-Daro och Harappa. Många bär piktografiska inskriptioner som allmänt tros varit en form av skrivkonst. Trots försök av filologer från hela världen, och trots användningen av moderna kryptografiska analyser, har tecknen ännu inte kunnat deschiffreras. Det är också okänt om de återspeglar protodravidiska eller något annat icke-vediskt språk. Att koppla Induskulturens ikonografi och epigrafi till historiskt kända kulturer är extremt problematiskt, delvis på grund av de ganska svaga arkeologiska bevisen för sådana påståenden, men också att man då projicerar moderna sydasiatiska politiska frågor till de arkeologiska fynden i området. Detta är speciellt tydligt genom de radikalt skilda tolkningarna av Harappas meterialkultur som getts av såväl Pakistanska som Indien-baserade forskare.

## Äldsta skriften?
Lertavlor som avtäckts i Harappa har C14-daterats till 3 300 – – 3 200 f. Kr. De har treuddsformade och växtliknande markeringar. Richard Meadow på Harward University, ledare för Harappas arkeologiska forskningsprojekt har föreslagit att dessa kan vara de tidigaste skrifttecknen i världen. Denna primitiva skrift är i så fall något äldre än Sumerernas och Mesopotamiens skrivkonst som daterats till 3 100 f. Kr. Markeringarna har likheter till vad som senare blev Indusskriften. Denna upptäckt tyder också på att mänsklighetens första skrivkonst uppstod oberoende av varandra på tre platser; i Harappa, Mesopotamien och Forntida Egypten mellan 3 500 f. Kr. och 3 100 f. Kr.

## Världsarvsstatus
Den 30 januari 2004 sattes "Fornminnet Harappa" upp på Pakistans tentativa världsarvslista.